# 내서면
내서면(內西面)은 대한민국 경상북도 상주시의 면이다. 내서면은 상주시의 서쪽에 위치하며, 동쪽은 남원동, 남쪽은 외남면, 서쪽은 화동면, 화서면과 북으로 외서면과 경계를 접하고 있다.상주시의 중심부에 위치하며, 동서가 길고 남북이 짧으며, 시청에서 서쪽 방향으로 8 km 지점에 있다. 상주시 생산의 20%에 해당하는 양의 곶감을 생산하고 있다.

## 연혁
- 구한말 상주군의 서쪽이 되므로 내서면이라 칭함( 법정리 18개)
- 1914년 행정구역 개편시 상주읍에 7개 리 편입 (법정리 11개)
- 1986년 1월 1일 상주읍이 시승격때 2개 리(연원, 남장)가 시로 편입(법정리 9개)
- 1995년 1월 1일 상주시,군 통합때 상주시 내서면으로 행정구역 변경

## 행정 구역
- 능암리
- 신촌리
- 북장리
- 고곡리
- 서만리
- 서원리
- 낙서리
- 평지리
- 노류리

## 특산물
- 곶감

## 역대 면장
- 1대 정동철 (미상 ~ 미상)
- 2대 성도식 (미상 ~ 미상)
- 3대 정태묵 (미상 ~ 미상)
- 4대 차일봉 (미상 ~ 미상)
- 5대 이만영 (미상 ~ 미상)
- 6대 조동규 (미상 ~ 미상)
- 7대 성익환 (1945.11.1 ~ 1946.6.15)
- 8대 성정환 (1946.6.16 ~ 1948.3.21)
- 9대 박성현 (1948.4.27 ~ 1952.4.30)
- 10대 정재성 (1952.5.12 ~ 1956.4.30)
- 11대 성백수 (1956.5.15 ~ 1959.3.25)
- 12대 성태환 (1959.4.17 ~ 1959.11.11)
- 13대 성도제 (1959.11.12 ~ 1960.6.30)
- 14대 김선경 (1960.7.1 ~ 1961.9.20)
- 15대 최병구 (1961.7.1 ~ 1961.9.20)
- 16대 이준호 (1961.9.20 ~ 1963.1.11)
- 17대 성정환 (1963.1.12 ~ 1969.3.4)
- 18대 김봉술 (1969.3.5 ~ 1970.6.16)
- 19대 조돈희 (1970.6.17 ~ 1971.10.10)
- 20대 조성갑 (1971.10.11 ~ 1976.1.14)
- 21대 강남식 (1976.1.15 ~ 1976.10.14)
- 22대 김영배 (1976.10.15 ~ 1978.8.19)
- 23대 이석덕 (1978.8.20 ~ 1979.8.14)
- 24대 권윤석 (1979.8.15 ~ 1980.7.15)
- 25대 고성문 (1980.7.16 ~ 1982.2.8)
- 26대 이준건 (1982.2.9 ~ 1983.2.16)
- 27대 김재철 (1983.2.17 ~ 1985.8.12)
- 28대 최재수 (1985.8.13 ~ 1992.12.31)
- 29대 장재도 (1993.1.1 ~ 1993.6.30)
- 30대 금상연 (1993.7.1 ~ 1997.6.30)
- 31대 김석철 (1997.7.1 ~ 1998.12.31)
- 32대 강명진 (1999.1.8 ~ 2002.8.4)
- 33대 유영식 (2002.8.5 ~ 2005.2.14)
- 34대 김광휘 (2005.3.1 ~ 2005.9.4)
- 35대 김동선 (2005.9.5 ~ 2007.6.20)
- 36대 민경덕 (2007.6.21 ~ 2009.6.30)
- 37대 이정두 (2009.7.1 ~ 2010.8.15)
- 38대 최홍문 (2010.8.16 ~ 2012.7.8)
- 39대 김정희 (2012.7.9 ~ 2013.7.22)
- 40대 배덕수 (2013.7.23 ~ 2014.12.31)
- 41대 최윤범 (2015.1.15 ~ 2016.12.31)
- 42대 남대우 (2017.1.1 ~ 2020.6.30)
- 43대 남기동 (2020.7.1 ~ 2022.12.31)
- 44대 손성호 (2023.1.1 ~ 2023.12.31)
- 45대 윤태경 (2024.1.1 ~ 현재)